# Opis (Néréide)
Pour les articles homonymes, voir Opis (homonymie).
Dans la mythologie grecque, Opis est une Néréide, fille de Nérée et de Doris citée par Hygin dans sa liste de Néréides. Elle tue également Arruns à la demande de Diane pour venger la mort de la guerrière Camille.

## Famille
Ses parents sont le dieu marin primitif Nérée, surnommé le vieillard de la mer, et l'océanide Doris. Elle est l'une de leur multiples filles, les Néréides, généralement au nombre de cinquante, et a un unique frère, Néritès. Pontos (le Flot) et Gaïa (la Terre) sont ses grands-parents paternels, Océan et Téthys ses grands-parents maternels.

## Citations
- Opis apparait d'abord parmi les Néréides citées par Hygin[2] dans sa liste de Néréides, sa mention la plus célèbre.
- Elle est mentionnée dans l'Énéide de Virgile ; elle est appelée par la déesse Diane pour venger la mort de la guerrière Camille, tuée par Arruns. Armée par Diane, Opis transperce Arruns d'une flèche.
- Elle fait aussi partie des divinités mentionnées par Augustin d'Hippone (saint Augustin), De civitate Dei (La Cité de Dieu), 4, 21[3]. Dans ce passage, il souhaite clairement ridiculiser le paganisme.
  - « Quid necesse erat Opi deae commendare nascentes, deo Vaticano uagientes, deae Cuninae iacentes, deae Ruminae sugentes, deo Statilino stantes, deae Adeonae adeuntes, Abeonae abeuntes; deae Menti, ut bonam haberent mentem, deo Volumno et deae Volumnae, ut bona uellent; diis nuptialibus, ut bene coniugarentur, diis agrestibus, ut fructus uberrimos caperent, et maxime ipsi diuae Fructeseae; Marti et Bellonae, ut bene belligerarent, deae Victoriae, ut uincerent; deo Honori, ut honorarentur, deae Pecuniae, ut pecuniosi essent, deo Aesculano et filio eius Argentino, ut haberent aeream argenteamque pecuniam ? »[4].
  - « Était-il besoin de recommander à la déesse Opis l’enfant qui naît, au dieu Vaticanus l’enfant qui vagit, à la déesse Cunina l’enfant au berceau, à la déesse Rumina l’enfant qui tète, au dieu Statilinus les gens qui sont debout, à la déesse Adéona ceux qui nous abordent, à la déesse Abéona ceux qui s’en vont ? Pourquoi fallait-il s’adresser à la déesse Mens pour être intelligent, au dieu Volumnus et à la déesse Volumna pour posséder le bon vouloir, aux dieux des noces pour se bien marier, aux dieux des champs et surtout à la déesse Fructesea pour avoir une bonne récolte, à Mars et à Bellone pour réussir à la guerre, à la déesse Victoire pour être victorieux, au dieu Honos pour avoir des honneurs, à la déesse Pécunia pour devenir riche, enfin au dieu Asculanus et à son fils Argentinus pour avoir force cuivre et force argent ? ».

Bien que composé dans un esprit moqueur, la citation d'Augustin suggère pour Opis un rôle de protectrice des bébés ou des enfants à la naissance.